# Schwarmstedt
Schwarmstedt is een gemeente in de Duitse deelstaat Nedersaksen. De gemeente maakt deel uit van de Samtgemeinde Schwarmstedt in het Landkreis Heidekreis. Schwarmstedt telt 5.788 inwoners.
De gemeente bestaat uit drie dorpen: Schwarmstedt; Bothmer, direct ten noorden van Schwarmstedt; Grindau, direct ten zuiden van Schwarmstedt.
Het dorp Schwarmstedt heeft een station  aan de spoorlijn van Hannover  via Walsrode naar Bremervörde ; zie: Spoorlijn Hannover - Bremervörde.

## Economie
Schwarmstedt is als hoofddorp van de Samtgemeinde tevens de plaats, waar de belangrijkste voorzieningen gevestigd zijn. In Schwarmstedt is enig midden- en kleinbedrijf gevestigd (bouw- en doe-het-zelfbranche, landbouwmachines e.d.).

## Geschiedenis
Kort voor of in 1150 schonk een edelman met de naam  Mirabilis aan het Bisdom Minden de landerijen rondom de kerk van Schwarmstedt (ecclesia swarmstede). Deze kerk was het kerkelijke centrum van de voormalige Amtsvogtei Essel. De kerk werd rond 1510 vervangen door een drieschepige hallenkerk in gotische stijl, gewijd aan St. Laurentius. Vermoedelijk aan het einde der 14e eeuw vervielen de landerijen aan het Hertogdom Brunswijk-Lüneburg.

## Bezienswaardigheden
- De St.-Laurentiuskerk
- In Schwarmstedt bevindt zich Harry's klingendes Museum. Dit museum voor muziekinstrumenten is alleen op afspraak vooraf te bezichtigen.
- Enige landhuizen en voormalige kasteeltjes (geen van alle voor publiek toegankelijk)
- De windmolen uit 1822

## Afbeeldingen

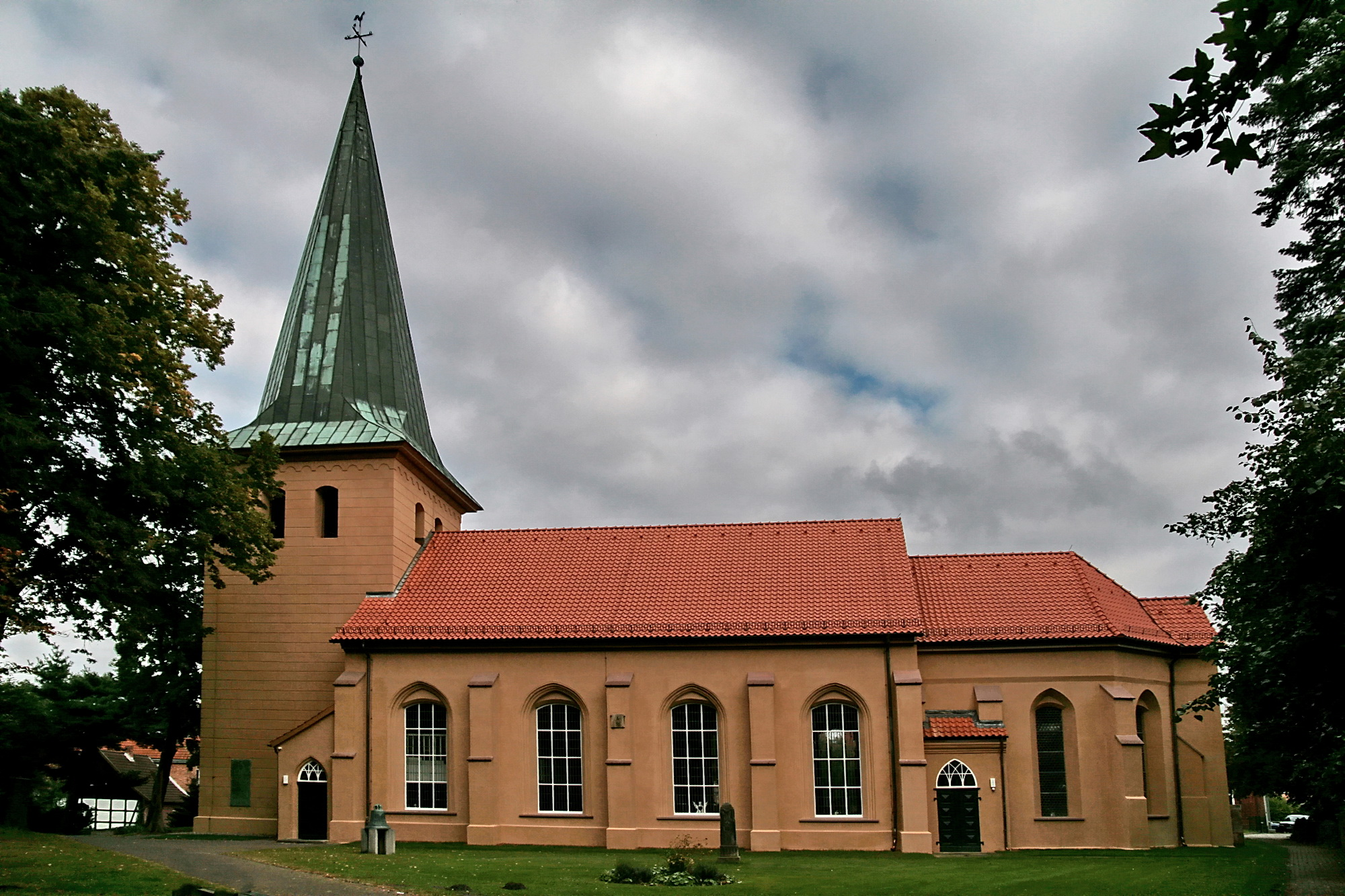
Evang.-lutherse St.-Laurentiuskerk, Schwarmstedt
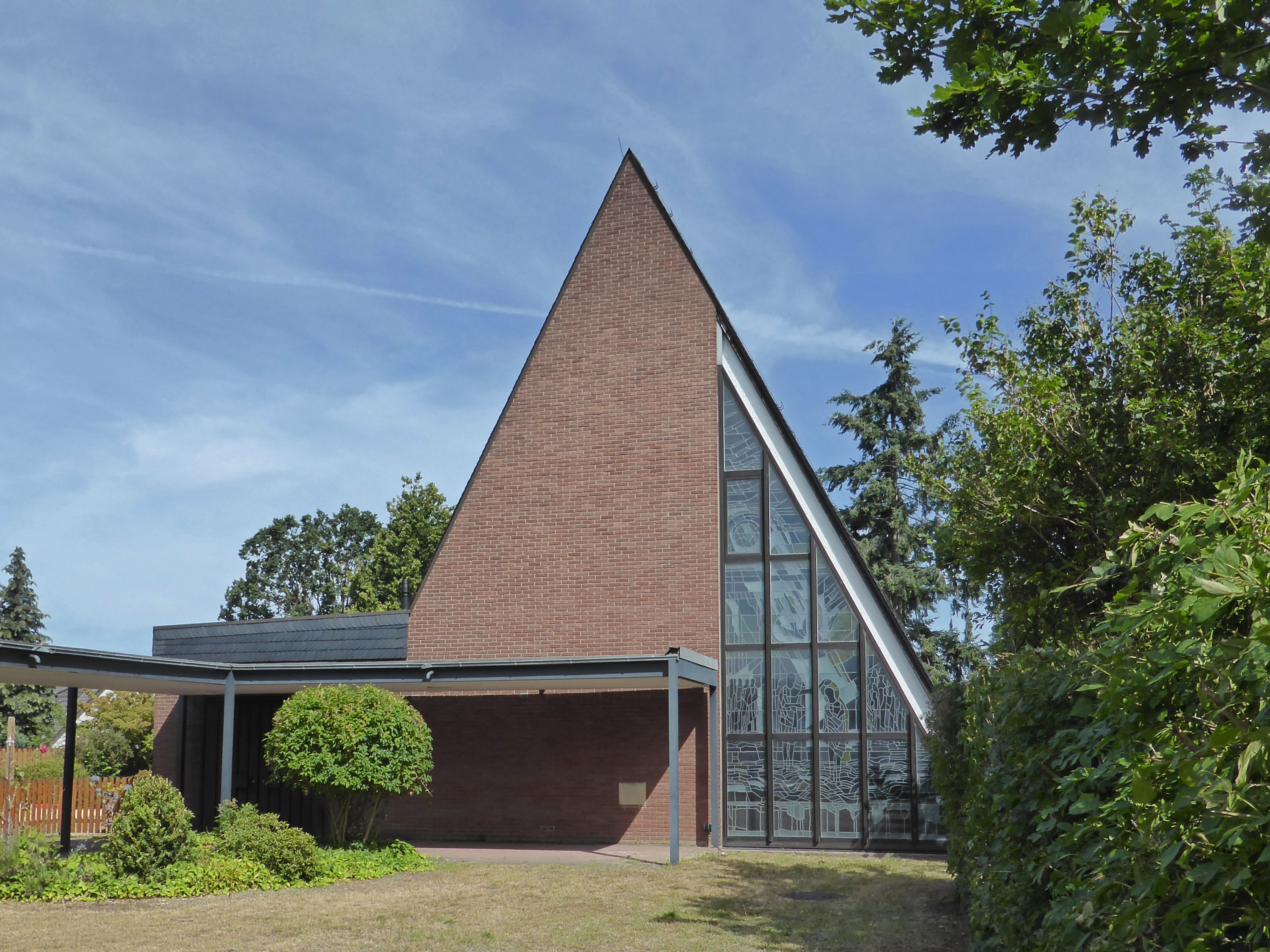
R.K. Heilige-Geest-Kerk
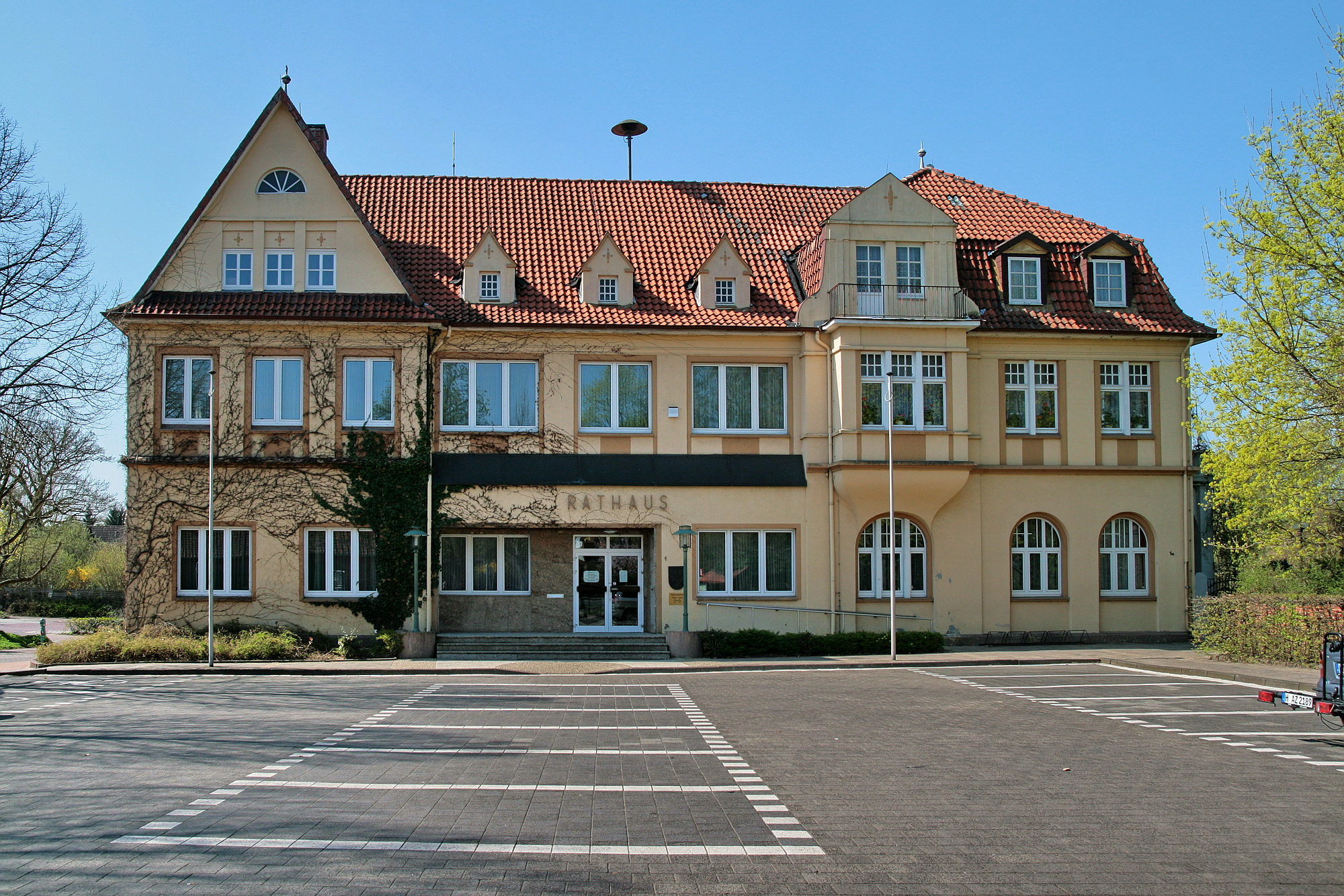
Gemeentehuis
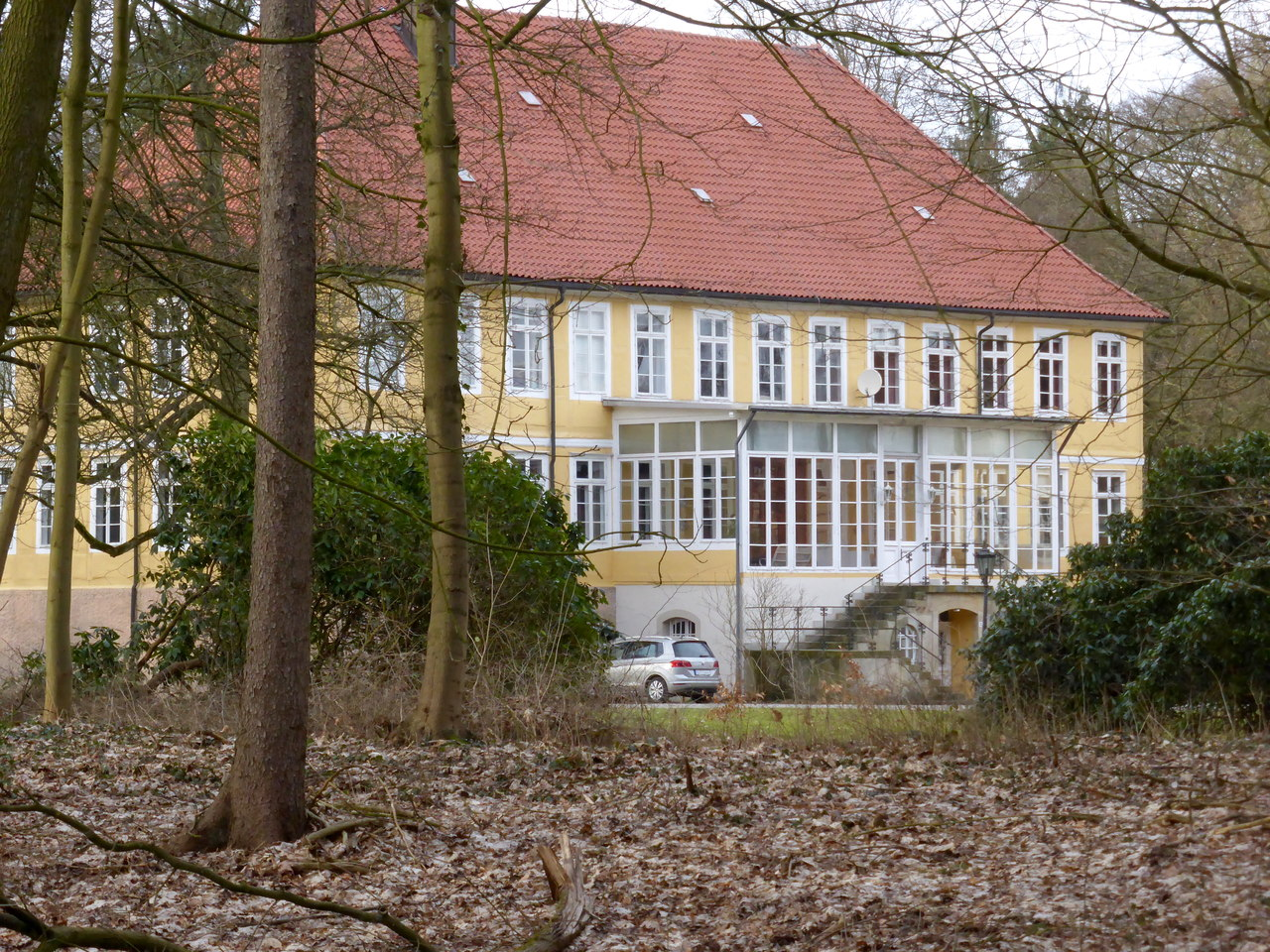
Herenhuis Alt Schwarmstedt
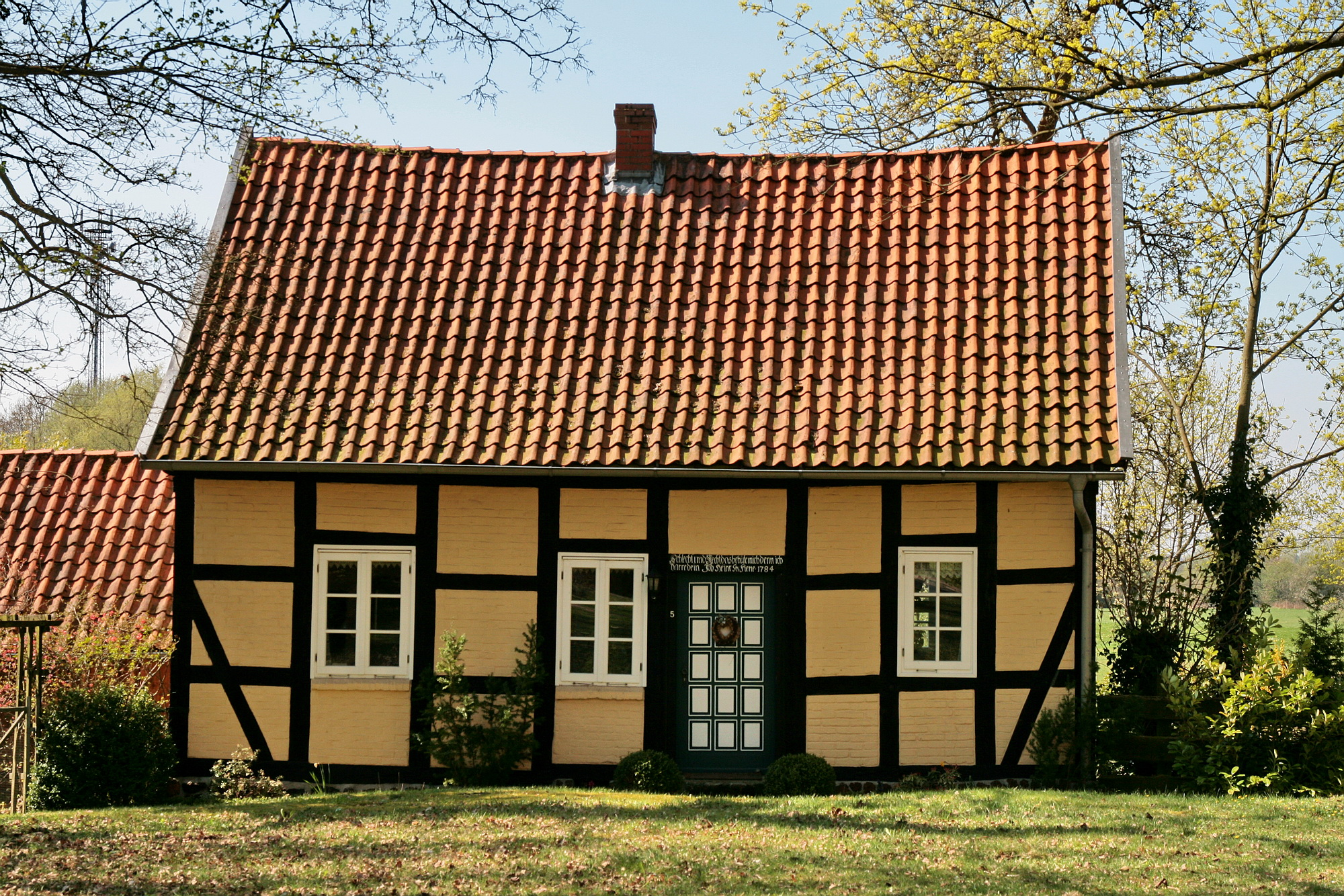
Vakwerkhuis anno 1784 tegenover de St.-Laurentiuskerk
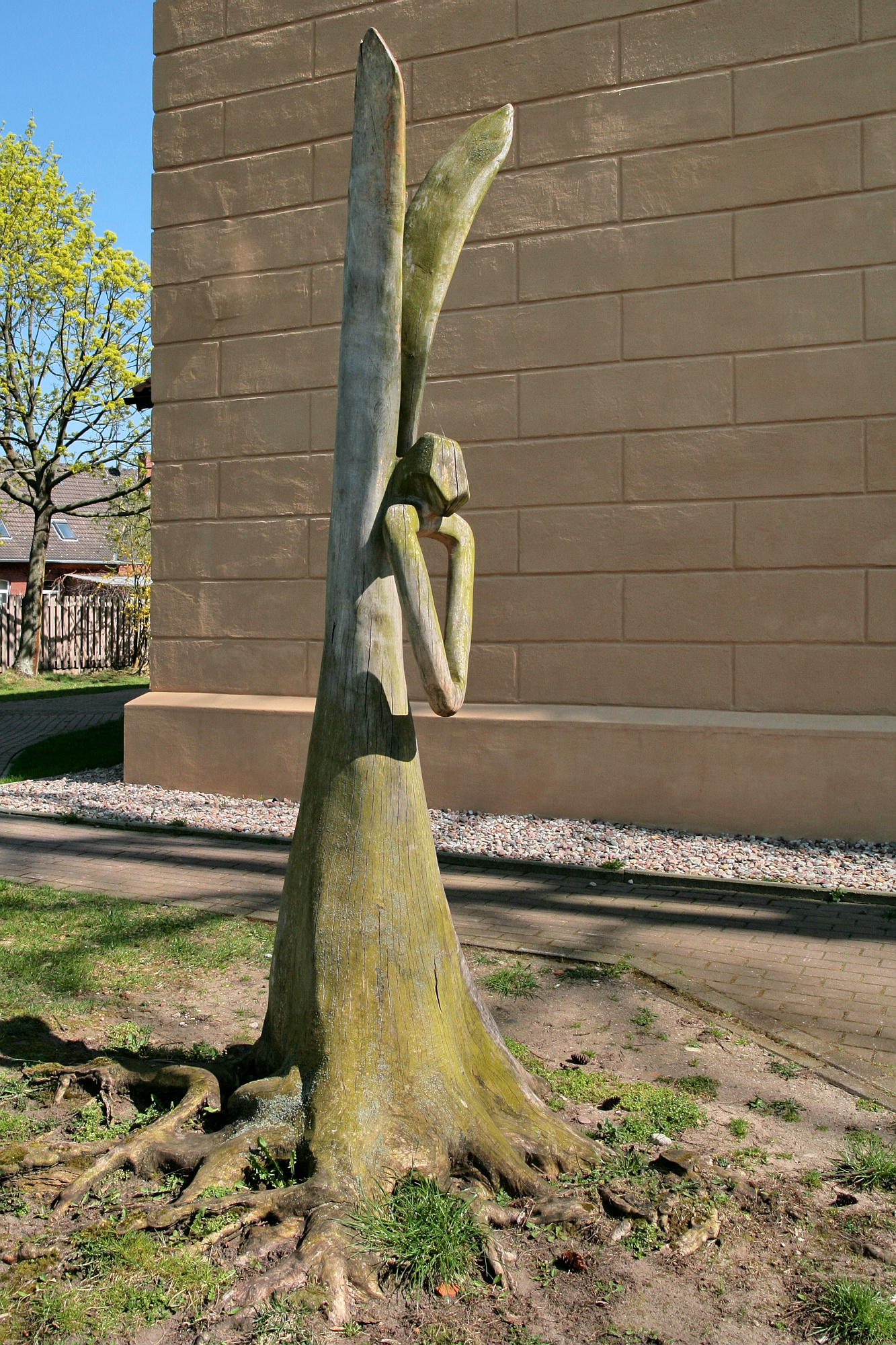
Houten engel, kunstwerk voor de St.-Laurentiuskerk
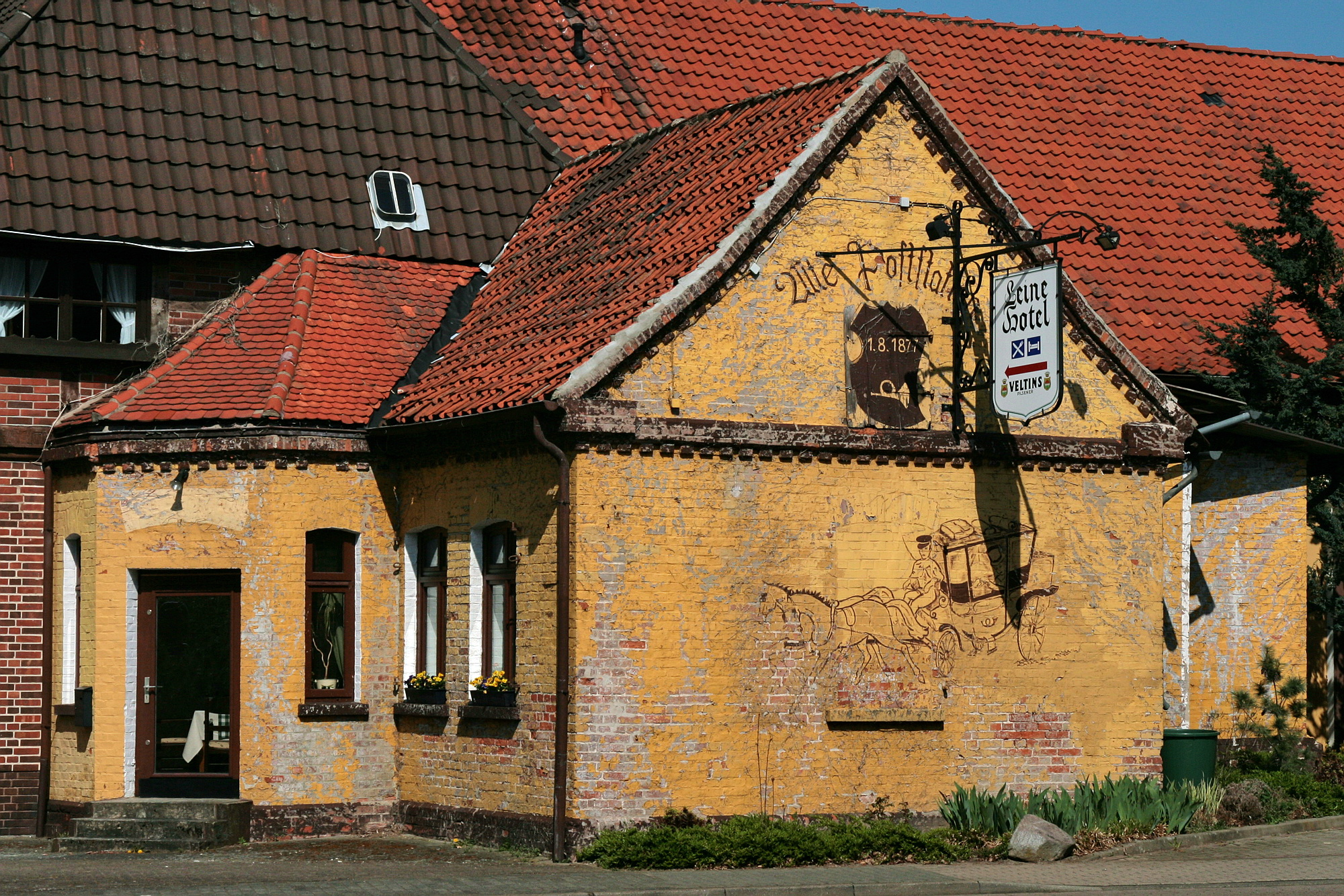
Voormalige postkoetshalte uit 1877
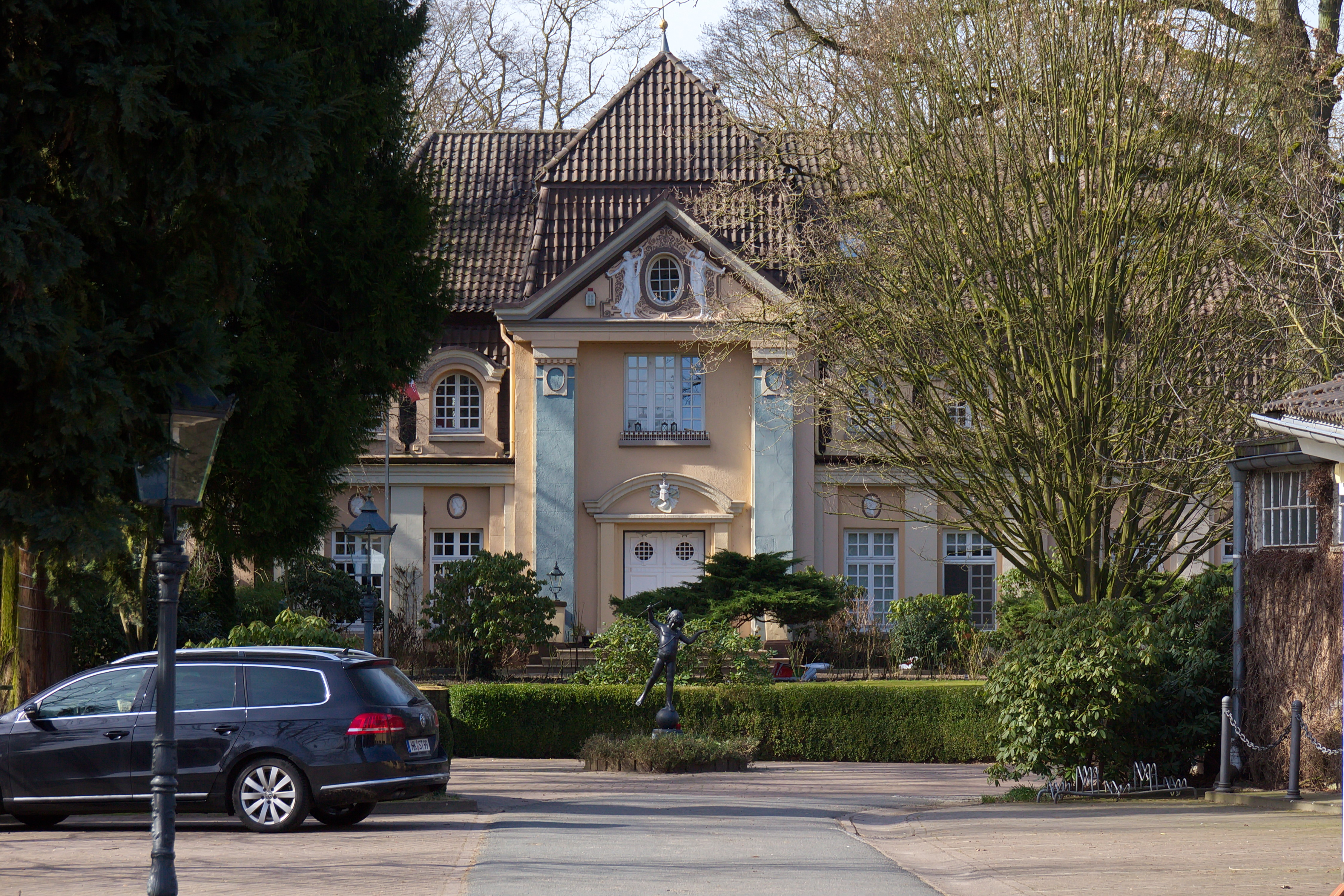
Kasteel Bothmer
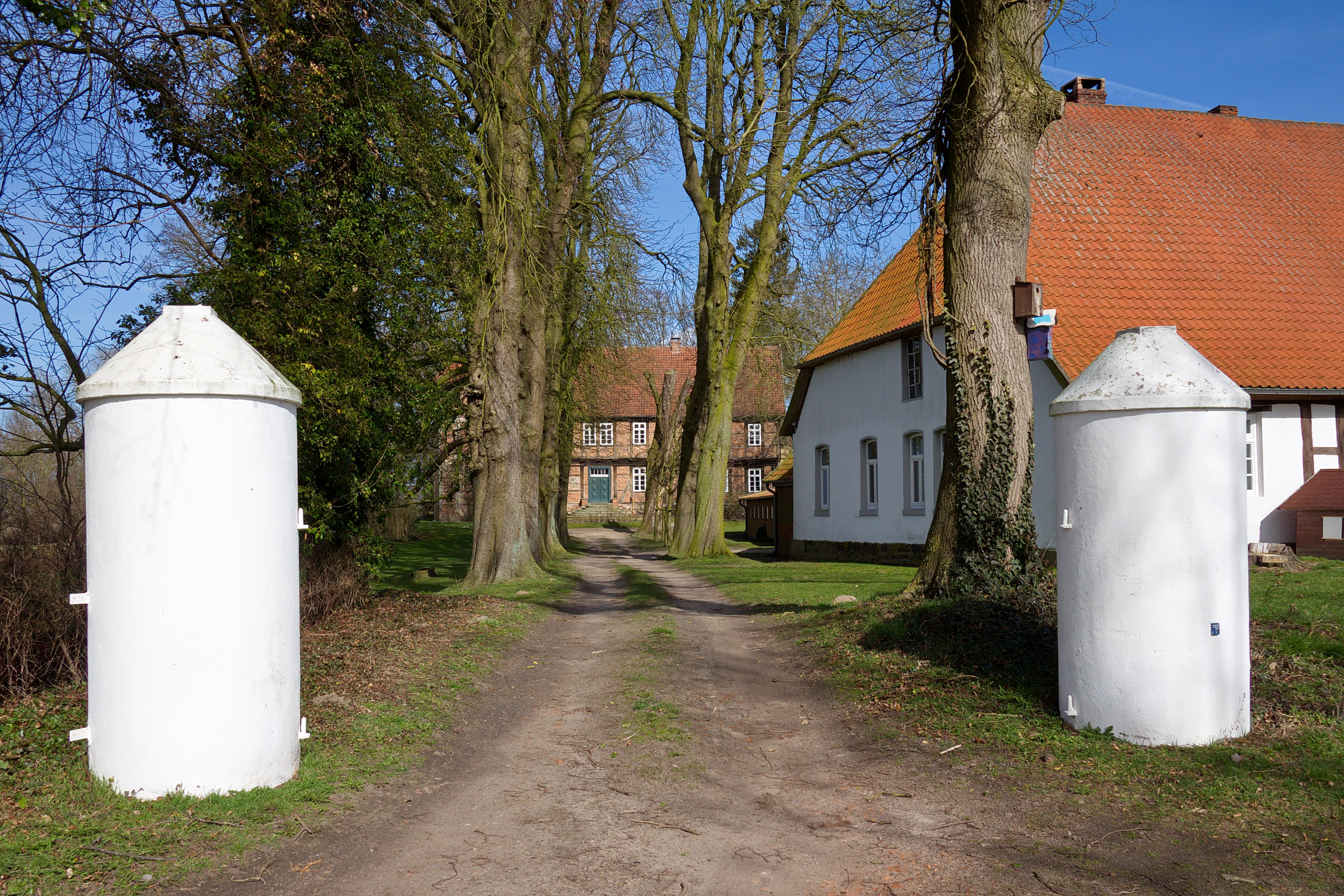
Rittergut (herenhuis) Bothmer I

## Partnergemeentes
- Kröpelin (Mecklenburg-Voor-Pommeren)
- Miękinia, Polen

## Belangrijke personen in relatie tot de gemeente
- Wilhelm Röpke, geboren 10 oktober 1899 te Schwarmstedt; overleden 12 februari 1966 te Genève), maatschappijkritisch econoom
- Fritz Koch (* 1951 in Schwarmstedt), in Hamburg woonachtige schilder en tekenaar van o.a. landschappen, akkers, landbouwgewassen, al dan niet in staat van rotting en ontbinding; exposeerde enige malen in Nederland

- Gemeinsame Normdatei: 4053743-2
- Virtual International Authority File: 239886673
- WorldCat: E39PCjqmkD8dfTB7BVvV6vfkTb

Ahlden · 
Bad Fallingbostel · 
Bispingen · 
Böhme · 
Bomlitz · 
Buchholz · 
Eickeloh · 
Essel · 
Frankenfeld · 
Gilten · 
Grethem · 
Hademstorf · 
Häuslingen · 
Hodenhagen · 
Lindwedel · 
Munster · 
Neuenkirchen · 
Osterheide · 
Rethem (Aller) · 
Schneverdingen · 
Schwarmstedt · 
Soltau · 
Walsrode · 
Wietzendorf